# 鮫島百桃子
鮫島百桃子（さめしま ももこ）は、日本のダイビング・インストラクター。日本には20人位しかしかいないというマーメイド・パフォーマーとしても知られる。

## 経歴・人物
1987年頃、オーストラリアに生まれる。幼少期より海の魅力に親しむ。
2004年頃、ダイビングを始める。
東海大学海洋学部海洋生物学科入学。2008年2月14日 - 3月29日、第39回海外研修航海に参加。2010年10月20日 - 10月31日、東海大学沖縄地域研究センターで「マガキガイの年齢形質に関する研究」のため調査。
2011年3月31日、東海大学卒業。
2011年3月、PADIインストラクター試験合格。静岡県でダイビングのツアーガイドとして活動。
2011年頃、SNSで海外のマーメイド・パフォーマーを見て一目ぼれ。米国から人魚の下半身を取り寄せる。
2013年5月9日現在、駿河遠州スポーツダイバーズ協議会所属。
2014年11月、鹿児島県いちき串木野市に移住。ダイビングショップを経営。当時交際中の男性（後の夫）に誘われてこの地を訪れ「のどかで海の色や砂の色が海外に負けないくらい綺麗」と一目で好きになった。
2015年、ダイビング・インストラクターをする傍らマーメイド・パフォーマーとしての活動を開始。当時の日本にはマーメイド・パフォーマーの土壌がまったくなく、サプライズで海に現れ見た者を喜ばせるなどしてイチからつくり上げていった。
2016年8月27日、地域おこし協力隊の小林史和と共同で企画したビーチ・コーミングを実施。
2022年現在、いちき串木野市でダイビングショップOcean Diaryを経営するかたわら、観光船「オースタライエン号」とのコラボ企画としてマーメイド・パフォーマンスを行う。

### 人物・その他
“マーメイドもも”というキャラクターをつくり上げるため、マーメイドフィン（人魚の下半身）は1種類と決めている。
本人によると、人魚になりたいと思った背景としてトム・ハンクス主演の映画『スプラッシュ』の影響が大きいという。「それに出てくるマーメイドが本当に素敵で。セリフを完璧に覚えてしまうくらい何十回も繰り返し観」た。また、ハンナ・マーメイドにも触発された。圧倒的なパフォーマンス力で本当に美しいと、主婦と生活社の取材に答えている。

## 出版

### 写真集
- 広部俊明(著者)、セイレーン, モモ, カナエル, ミサミサ(出演)『人魚物語　～ある一日の三姉妹～』（電子書籍）アイナパル、2016年8月9日。ASIN B01K3SVD2M。
- 広部俊明(著者)、Mermaid Momo(出演)『Mermaid Momo's Ocean Diary 人魚の海日記』（電子書籍）株式会社 AinaPal地域振興会、2017年7月13日。ASIN B073XCLCW3。

### 論文
- 鮫島百桃子「観光としてのスクーバダイビング : 鹿児島の離島でのスクーバダイビングの魅力と今後の展望 (地域と観光)」『東海大学福岡短期大学観光文化研究所所報』第19号、2015年、35-38頁、NAID 40020782033。